# 감자 (경영)
감자(減資, 영어: reduction of capital, capital reduction)는 주식회사가 주식 금액 또는 주식 수를 줄이는 방식으로 자본금을 줄이는 것을 의미한다. 즉 감자는 증자(增資)의 반대 개념이 된다.

## 목적에 따른 분류
감자는 기업의 사업이 축소되어 불필요해진 회사의 재산을 주주에게 반환하기 위해 행해지는 경우도 있으며 이런 경우를 '유상감자' 혹은 '실질적 감자'로 부른다. 그러나 거의 대부분의 경우, 감자는 회사 재산이 자본잠식이 되어 본래의 자본금을 밑돌때 회계상의 결손을 메우기 위해 실시한다. 이것을 '무상감자' 혹은 '형식적 감자'라고 부른다. 무상감자 이후에는 자본잠식이 해소되어 재무건전성이 높아지는 장점이 있다.

### 유상감자
유상감자는 자본이 감소한 만큼을 주주에게 돌려줌으로써 회사의 재산이 감소하는 것이다. 즉 불필요한 과잉 재산을 주주에게 돌려주는 셈이다. 예를 들어 10억의 자본금을 지닌 회사가 사업내용에 비해 자본금이 불필요하게 많다고 여겨질 경우, 50%의 유상감자를 하면 주주들에게는 5억이 지급되고 자본금은 5억으로 줄어든다. 이 경우 주식을 액면가로 2억원어치 갖고 있는 주주는, 절반인 1억을 돌려받게 된다.
이처럼 줄어든 자본이 실질적으로 주주에게 돌아가기 때문에 '실질적 감자'라고 부르며, 줄어든 자본이 주주에게 지급된다는 의미에서 유상(有償)감자라고도 한다. 유상감자는 사업 규모를 축소할 때 사용할 수 있는 방식이나, 주식시장에서 유상감자가 행해지는 일은 거의 찾아보기 힘들다.
```
🔲 감자차손
```

감자차손은 유상감자에서만 발생하며, 무상감자의 경우에는 자본금 감소만 있을 뿐 손실이 발생하지 않는다. 회사가 주주에게 돈을 주고 주식을 소각 → 이때 납입자본금보다 더 많은 금액을 지급하면 감자차손 발생한다.

### 무상감자
현재 대한민국의 주식시장에서 행해지는 감자는 거의 모두가 무상감자이다. 무상감자는 회계상 회사의 자본금은 줄지만 실제의 자산에서는 변하는 것이 없다. 예를 들어 200억의 자본금으로 시작한 회사가 자본잠식으로 자본금이 100억인 상태라면, 2주를 1주로 병합하는 방식으로 50% 감자를 하면 자본금이 100억이 되어 자본잠식이 사라져 재무건전성이 높아진다. 즉 장부상의 자본금이 실제 회사에 남아 있는 자본금과 같아지는 것으로, 이처럼 무상감자는 실제의 회사 가치와 장부상의 회사 가치를 일치시키기 위해 행하는 것이다. 이때 주주는 자신의 보유 주식수가 절반으로 줄어들지만, 감자 이후 재상장시 주식시장에서의 주가는 2배가 되므로 보유주식의 가치가 줄어드는 것은 아니다.
이처럼 장부상으로만 자본이 줄어들 뿐이기 때문에 '형식적 감자'라고 부르며, 줄어든 자본이 주주에게 지급되지 않는다는 의미에서 무상(無償)감자라고도 한다. 주식 수가 줄어들기 때문에 주식시장에서는 악재로 분류되는 경우가 많으나 회계를 통해 부채가 사라지고 재무가 건전해지므로 되므로 감자 시행 후에는 급등하는 경우도 많다. 슈넬생명과학의 경우 감자 시행 전후로 주가가 10배나 폭등한 일도 있다.

## 회계상 처리
무상감자를 통해 결손을 지워버리고 남는 돈은 감자차익이라는 자본잉여금 항목에 들어간다.

## 방식
감자를 하는 방법으로는 주식의 액면가를 감액하는 방법과 주식소각 또는 주식병합을 통해 주식수를 줄이는 방법 두가지가 있다. 대한민국의 기업은 대체로 주식병합의 방식을 택한다. 자본잠식이 클 경우 90% 이상으로 실시하는 경우도 있는데 이는 주식시장에서 악재가 되지만, 자본잠식이 크지 않을 경우 1:2 혹은 1:3로 실시하는 경우도 있는데 이는 재무구조 개선 효과가 있어 호재로 분류되는 경우가 많다.

## 참고 문헌
- 시사상식사전, 박문각

## 같이 보기
- 자본잠식
- 상장폐지